# A22 (autoestrada)
A   A 22  - Via do Infante de Sagres, mais conhecida como Via do Infante, mas também conhecida como Via Longitudinal do Algarve é oficialmente uma autoestrada portuguesa que atravessa longitudinalmente a região do Algarve. Até meados da década de 2000, a maior parte da Via do Infante não era considerada uma autoestrada, mas sim uma via rápida com perfil transversal de autoestrada (similar ao IC19 ou IC32), estando numerada como IC4 até Guia e como IP1 daí até à fronteira de Castro Marim.
Faz a ligação entre Lagos e a fronteira de Castro Marim/Vila Real de Santo António. Tem início a oeste de Lagos, em Bensafrim, e passa próximo de Portimão, Lagoa, Silves e Albufeira antes de interceptar em Ferreiras a auto-estrada   A 2 , que permite a ligação a Lisboa e ao Alentejo. A partir daí passa junto a Loulé, Faro, Olhão, Tavira, Castro Marim e Vila Real de Santo António, terminando junto à Ponte Internacional do Guadiana, que faz fronteira com Espanha.
O seu primeiro troço foi inaugurado em Agosto de 1991, juntamente com a Ponte Internacional do Guadiana. Nos dois anos seguintes mais de metade do percurso ficou pronto, com a abertura da então via rápida   IP 1  entre Castro Marim e Faro, em Dezembro de 1992, e entre a capital algarvia e a Guia (Albufeira) já em 1993. Estes dois primeiros troços foram construídos directamente pelo Estado Português através da Junta Autónoma de Estradas. Aí, o então IP1 (hoje IC1) seguia para norte (com perfil de via rápida com 1 faixa de rodagem), em direcção ao Alentejo e a Lisboa, ficando a faltar o prolongamento da Via do Infante para o Barlavento Algarvio, integrado no   IC 4 . 
No entanto, essa extensão só ocorreu na década seguinte, com a abertura do lanço Guia–Alcantarilha, em Maio de 2000. Esse lanço também foi construído diretamente pelo Estado português (por via do Instituto das Estradas de Portugal, que sucedeu à Junta Autónoma de Estradas em 1999). Em 2000, o Estado integrou os troços da Via do Infante que já estavam construídos e o troço que ainda faltava construir (Bensafrim–Alcantarilha) numa Parceria Público-Privada entregue à Euroscut. Esta parceria, a chamada Concessão Algarve era uma concessão de 30 anos baseada em portagens virtuais / SCUT. A Via do Infante ficou por fim completa em Abril de 2003, altura a partir da qual começou a ser implementada a nomenclatura de autoestrada (A22).
A Via do Infante (e mais tarde, A22) esteve concessionada em regime de portagens virtuais / SCUT desde 2000, sendo explorada pela Euroscut, no entanto, a partir de 8 de Dezembro de 2011 começaram a ser cobradas portagens por sistema exclusivamente eletrónico. Em 2015, o contrato da concessão Algarve foi alterado: a concessão passou a ser baseada num regime de disponibilidade, ou seja, a concessionária passou a ser remunerada exclusivamente com base no número de dias em que a A22 estava operacional, e não com base numa mistura entre esse número de dias e o tráfego registado (como acontecia com o modelo de portagens virtuais). Nesta revisão do contrato ficou também estabelecido que as receitas das portagens eram entregues à Infraestruturas de Portugal, a qual pagava à Euroscut os custos da cobrança de portagens.
No ano 2016, a Euroscut foi comprada pela Cintra Infraestructures, passando a concessão a chamar-se Via do Infante.
A A22 registou entre outubro e dezembro de 2012 um tráfego médio de 5.514 viaturas por dia, quando no mesmo período do ano anterior era de praticamente 10.600 viaturas (-44,4%).
Durante o último trimestre de 2012, o pico das quebras na Via do Infante verificou-se em novembro. Neste mês, comparando com o mesmo do ano anterior, circularam naquela antiga Scut menos 55,5% de viaturas (-6.215 viaturas diárias).
As portagens na Via do Infante renderam 28,2 milhões de euros de receita em 2014, o que representou uma subida de 4,5 milhões relativamente ao ano anterior.
A partir de 1 de janeiro de 2025, as portagens eletrónicas foram retiradas, tendo a Via do Infante passado a um regime gratuito.
Traçado da A 22 no Google Maps

## Estado dos Troços
| Troço                    | Situação | km   |
| ------------------------ | --- | ---- |
| Bensafrim - Alcantarilha | Em serviço (10/04/2003) (Concessão: Euroscut)                                                                                        | 38,3 |
| Alcantarilha - Guia      | Em serviço (11/05/2000) como IC 4 Reclassificado (década de 2000) para A 22 (Construído pela JAE) (Concessionado à Euroscut em 2000) | 9,3  |
| Guia - Faro              | Em serviço (1993) como IP 1 Reclassificado (década de 2000) para A 22 (Construído pela JAE) (Concessionado à Euroscut em 2000)       | 33   |
| Faro - Castro Marim      | Em serviço (23/12/1992) como IP 1 Reclassificado (década de 2000) para A 22 (Construído pela JAE) (Concessionado à Euroscut em 2000) | 48   |
| Castro Marim - Espanha   | Em serviço (08/1991) como IP 1 Reclassificado (década de 2000) para A 22                                                             | 2,7  |

O lanço entre Guia e a fronteira de Castro Marim foi construído pela Junta Autónoma de Estradas em 1991–1993 e foi mantido por este departamento do Estado até 2000, ano em que foi concessionado à empresa privada Euroscut, no contexto da Concessão Algarve, uma concessão de 30 anos com portagens virtuais / SCUT. Originalmente, este lanço da Via do Infante não tinha numeração de autoestrada, estando sinalizado como IP1 em toda a sua extensão. Na década de 2000 foi reclassificado como autoestrada, recebendo então a numeração A22.
O lanço entre Alcantarilha e Guia também foi construído pela Junta Autónoma de Estradas, sendo inaugurado em maio de 2000, e foi pouco depois entregue à empresa privada Euroscut, no contexto da Concessão Algarve. Este lanço da Via do Infante também não tinha numeração de autoestrada, estando sinalizado como IC4 em toda a sua extensão. Mais tarde na década de 2000 foi reclassificado como autoestrada, recebendo então a numeração A22.

## Perfil
| Troço                    | Perfil | Extensão |
| ------------------------ | ------ | -------- |
| Bensafrim - Castro Marim |        | 133 km   |

## Saídas

### Bensafrim - Castro Marim

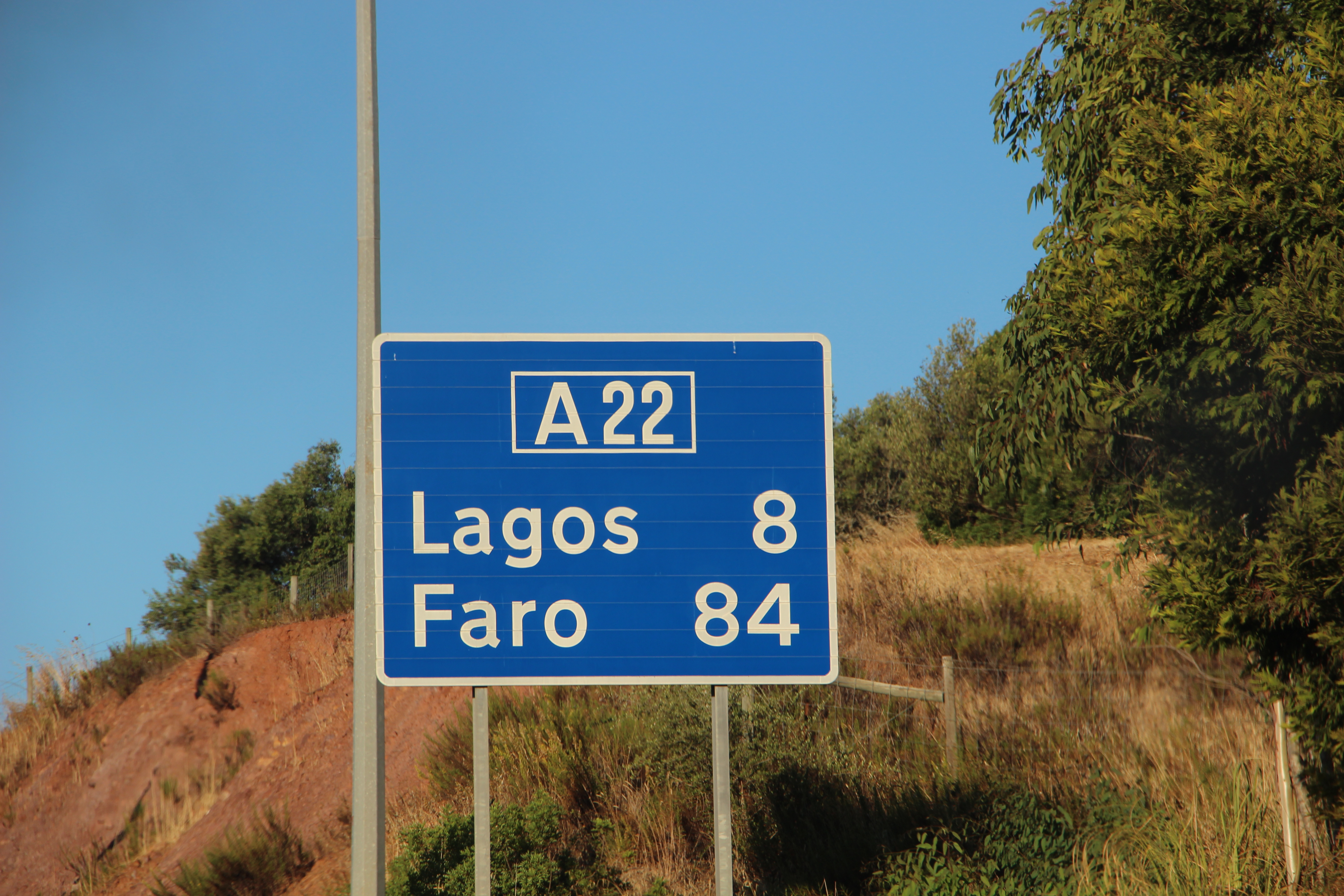
Placa de confirmação, onde começa a A22

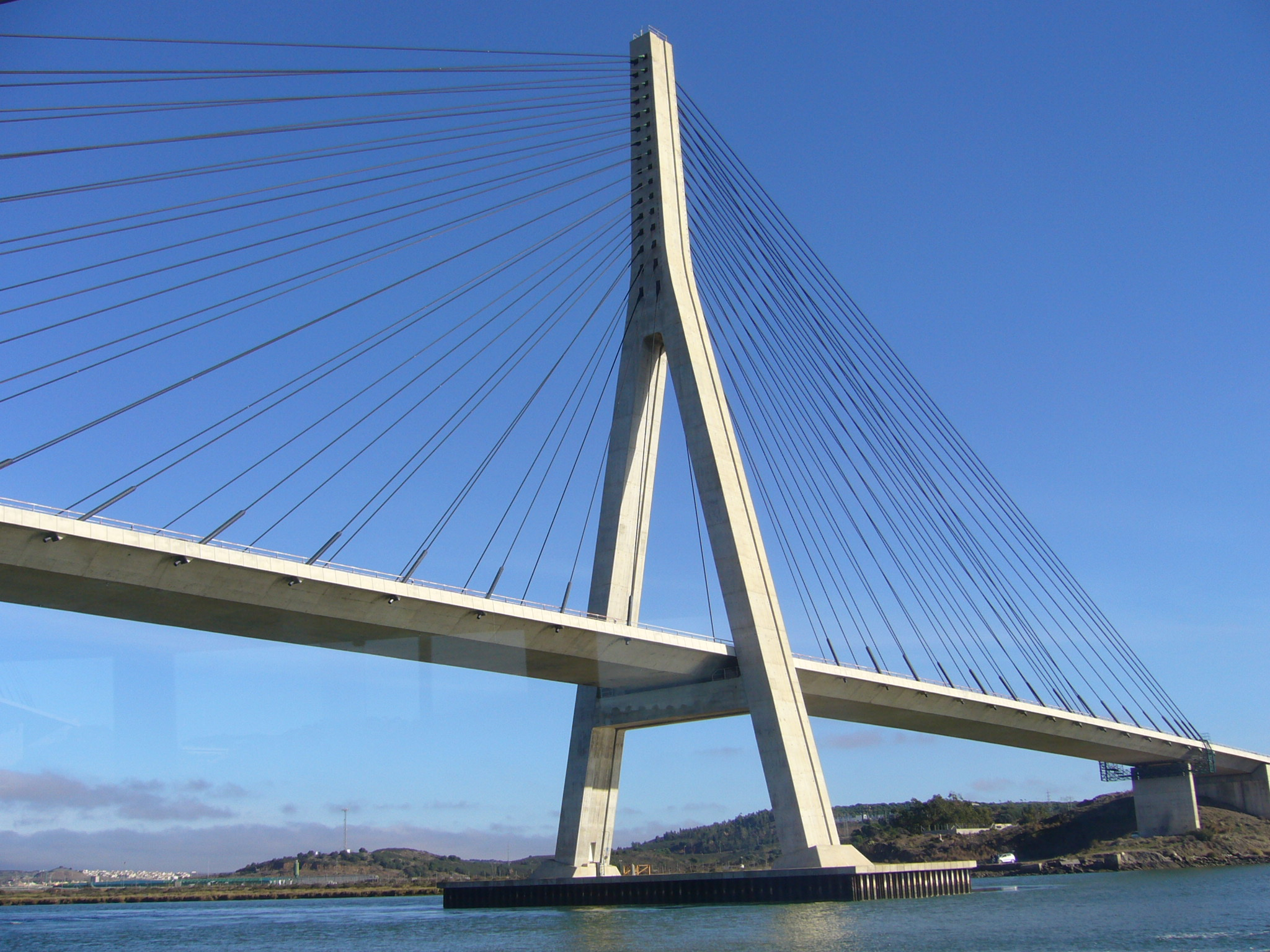
Ponte Internacional do Guadiana, onde termina a A 22.

| Número da Saída | Nome da Saída                                | Estrada que liga |
| --------------- | -------------------------------------------- | ---------------- |
| \|              | Bensafrim                                    | N 120            |
| 1               | Lagos Vila do Bispo                          | N 125            |
| 2               | Odiáxere Lagos (este)                        | N 125            |
| 3               | Mexilhoeira Grande                           | N 125            |
| 4               | Alvor Portimão (oeste)                       | M 531-1          |
| 5               | Portimão Monchique                           | N 124            |
| 6               | Lagoa Silves                                 | N 124-1          |
| 7               | Alcantarilha Armação de Pêra                 | N 125            |
| 8               | Algoz Pêra                                   | M 524            |
| 9               | Lisboa por IC 1 / Messines Albufeira / Guia  | IC 1             |
| 10              | Lisboa Messines                              | A 2              |
| 11              | Boliqueime                                   | N 270            |
| 12              | Loulé Quarteira / Almancil                   | N 396            |
| 13              | Faro (oeste) Santa Bárbara de Nexe Aeroporto | IC 4             |
| 14              | Faro (norte) Estoi São Brás de Alportel      | N 2              |
| 15              | Olhão / Moncarapacho                         | N 398            |
| 16              | Tavira                                       | N 270            |
| 17              | Monte Gordo Altura                           | N 125            |
| 18              | Castro Marim / V. Real de S. António Beja    | N 122 IC 27      |
|                 | Fronteira                                    |                  |
|                 | ESPANHA Ayamonte                             | A-49             |

## Áreas de Serviço
- Área de Serviço de Lagos (km 3)
- Área de Serviço de Silves (km 31)
- Área de Serviço de Loulé (km 62)
- Área de Serviço de Olhão (km 96)

## Tráfego[13]
| Troço                                  | 2014   | 2019   | 2024   |
| -------------------------------------- | ------ | ------ | ------ |
| Bensafrim – 1 Lagos                    | 3.095  | 4.931  | 5.888  |
| 1 Lagos – 2 Odiáxere                   | 4.687  | 8.588  | 11.288 |
| 2 Odiáxere – 3 Mexilhoeira Grande      | 4.586  | 9.093  | 12.450 |
| 3 Mexilhoeira Grande – 4 Alvor         | 5.002  | 9.889  | 13.757 |
| 4 Alvor – 5 Portimão                   | 5.491  | 10.049 | 13.622 |
| 5 Portimão – 6 Lagoa                   | 7.792  | 13.756 | 20.267 |
| 6 Lagoa – 7 Alcantarilha               | 10.195 | 18.198 | 24.450 |
| 7 Alcantarilha – 8 Algoz               | 11.380 | 19.930 | 27.065 |
| 8 Algoz – 9 Messines IC 1 / Albufeira  | 11.226 | 19.853 | 26.747 |
| 9 Messines IC 1 – 10 Lisboa A 2        | 14.331 | 23.972 | 30.994 |
| 10 Lisboa A 2 – 11 Boliqueime          | 14.307 | 24.383 | 31.921 |
| 11 Boliqueime – 12 Loulé / Quarteira   | 16.811 | 28.929 | 35.213 |
| 12 Loulé / Quarteira – 13 Faro Oeste   | 14.648 | 25.580 | 33.585 |
| 13 Faro Oeste – 14 Faro Norte          | 9.538  | 15.283 | 19.323 |
| 14 Faro Norte – 15 Olhão               | 7.667  | 12.685 | 16.586 |
| 15 Olhão – 16 Tavira                   | 7.331  | 12.274 | 15.700 |
| 16 Tavira – 17 Monte Gordo             | 5.077  | 8.509  | 10.397 |
| 17 Monte Gordo – 18 Castro Marim IC 27 | 6.759  | 10.044 | 10.641 |
| 18 Castro Marim IC 27 – Espanha A-49   | 6.167  | 10.123 | 13.444 |
| Tráfego médio diário                   | 8.742  | 15.056 | 19.649 |

## Contrato de Concessão
- Bases da Concessão (originais) — Algarve. 14 de Abril de 2000
- Minuta do Contrato de Concessão (original) — Algarve. 14 de Abril de 2000
- Contrato de Concessão (original) — Algarve. 11 de Maio de 2000
- Bases da Concessão (revisão de 2015) — Algarve. 30 de Setembro de 2015.
- Minuta do Contrato de Concessão (revisão de 2015) — Algarve. 1 de Outubro de 2015.
- Contrato de Concessão (revisão de 2015) — Algarve. 2015